# 大同大学 (台湾)

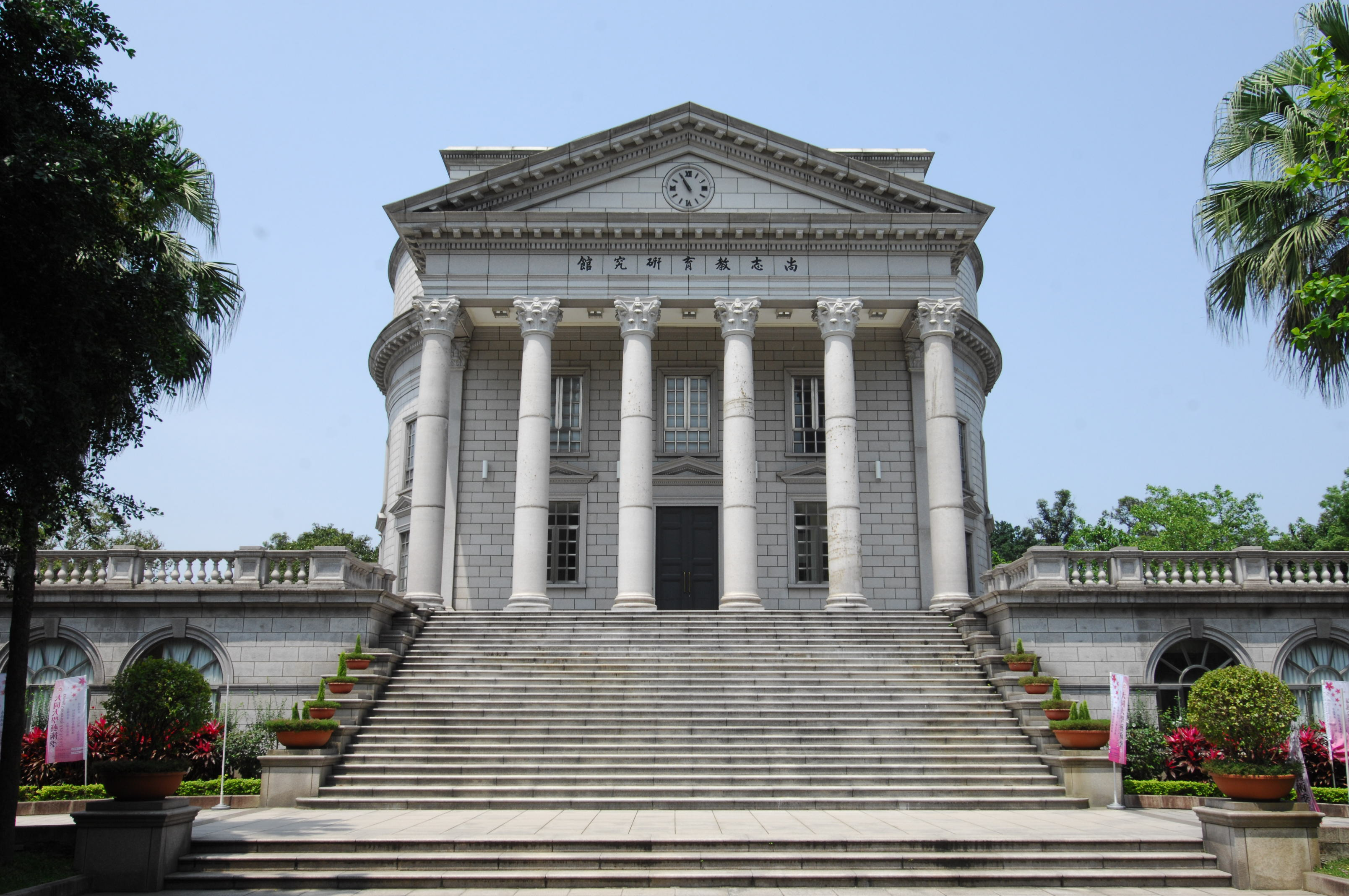
大同大学尚志教育記念館

大同大学（だいどうだいがく、英語: Tatung University、公用語表記: 大同大學）は、台湾台北市中山区中山北路三段40号に本部を置く中華民国の私立大学。1956年創立、1956年大学設置。

## 概観

### 大学全体
1956年、台湾工業の草分けで、大同公司会長の林挺生が工業界の人材育成を目的に「大同工業專科学校」を創設し、初代学長に就任した。会長と学長と教授を兼ねたので、「教授学長会長」と呼ばれた。
1963年「大同工学院」と改称，1999年「大同大学」に改称。
2011年現在、大学は4学部、大学院は12研究科を設置している。IT企業界、デザイン界、教育界などの分野に逸材を輩出している。卒業生は起業家、エンジニア、学者が主流である。

### 教育および研究
- 2012年度「国内の私大の産学連携貢献度」1位
- 2012年度「Times Higher Education」によると、国内の私立大学7位(私立97校)[1]
- 2012年度「THE-QS World University Rankings」によると、アジア250位[2]
- 2013年度「国内の私立大学工学部評価」3位
- 2013年度「RedDot Design Ranking」アジア4位[3]
- 2013年度 ドイツ「iFデザイン賞」全世界18位
- 2014年度 ドイツ「iFデザイン賞」アジア6位、全世界12位[4]

## 沿革
- 1956年 ─「大同工業專科学校」が開校
- 1963年 ─「大同工学院」と改称。電気工学科・機械工学科・工商管理科を設置。
- 1970年 ─ 化学工学科を設置。
- 1973年 ─ 工業デザイン科を設置。
- 1974年 ─ 工商管理科を産業経営科へ改称。
- 1976年 ─ 産業経営研究科を設置。
- 1980年 ─ 機械工学研究科を設置。
- 1982年 ─ コンピュータサイエンス工学科・化学工学研究科を設置。
- 1983年 ─ 材料工学科を設置。
- 1984年 ─ 応用数学科・機械工学博士課程を設置。
- 1985年 ─ 材料工学研究科を設置。
- 1986年 ─ 生物工学科を設置。化学工学博士課程を設置。
- 1993年 ─ 材料工学博士課程を設置。
- 1995年 ─ 工業デザイン研究科を設置。
- 1997年 ─ 生物工学研究科を設置。
- 1998年 ─ 通信工学研究科・光電工学研究科を設置
- 1999年 ─「大同大学」と改称。応用数学研究科を設置。産業経営科・情報経営科・工業デザイン科の3学部3研究科からなる経営デザイン学部が発足。工学部・電気情報学部を設置。
- 2000年 ─ 生物工学博士課程を設置。
- 2005年 ─ 設計科学博士課程を設置。
- 2010年 ─ 応用数学研究科を廃止。
- 2011年 ─ 応用数学科を廃止。[5]。

## 組織
- 電気情報学部
  - コンピュータサイエンス学部/大学院
  - 電気工学科/大学院
  - 光電工学大学院
  - 通信工学大学院

- 工学部
  - 機械工学科/大学院
  - 材料工学科/大学院
  - 化学工学科/大学院
  - 生物工学科/大学院

- 経営学部
  - 産業経営科/大学院
  - 情報経営科/大学院
  - 応用外国語学科

- デザイン学部
  - 工業デザイン科/大学院
  - メディアデザイン科
  - 設計科学大学院

## 大同大学出身の人物一覧
朱文成 ─ 大同大学 前学長。台湾電力 社長。

周友義 ─ ZENITRON 創立者、会長。

孫大衛 ─ Kingston Technology 創立者。

林蔚山 ─ Tatung Company 社長。

劉登凱 ─ アメリカ航空宇宙局(NASA) Jet Propulsion Laboratory チーフ・エンジニア。

李隆安 ─ 台湾EPSON社長。

戴正吳 ─ シャープ 社長。Foxconn Technology Group 副会長。

林富元 ─ アメリカ Acorn Campus 創立者。

陳來助 ─ AU Optronics Corporation (AUO) 副社長。

吳家麟 ─ 国立台湾大学 教授。Chairman,IEEE Consumer Electronics Society - Taipei。

王金智 ─ アメリカ HANSFULL TRADING Company 担当者。

廖伯熙 ─ Howard Plaza Hotel 会長。

張燕夫 ─ Moët Hennessy • Louis Vuitton (LVMH) (中国) 常務取締役。

張致恩 ─ Iowa State University 電気工学教授。

陳尚賢 ─ HOCHENG CORPORATION (HCG) 最高経営責任者。

張恩白 ─ Pegatron Corporation 副社長。

葉國筌 ─ Unitech Computer 会長。

王文俊 ─ 電気工学主任教授。IEEE Fellow。International Journal of Fuzzy Systems (IJFS) 主編集者。

## 日本の学生交流協定校
- 早稲田大学
- 千葉大学
- 武蔵野大学
- 東京都市大学
- 長岡造形大学
- 京都工芸繊維大学
- 大阪工業大学
- 熊本大学